# Liste abgegangener Bauwerke in Lübeck-St. Gertrud
Die Liste abgegangener Bauwerke in Lübeck-St. Gertrud enthält Bauten des Lübecker Stadtteils St. Gertrud, die nicht mehr existieren.
Die Bauwerke sind nach Straßennamen und Hausnummern geordnet, wobei – außer in Ausnahmefällen – die heutige Straßeneinteilung und das heute verwendete Hausnummernschema zugrunde gelegt werden.

## Bauwerke ohne Straßenzuordnung
| Bezeichnung                        | Standort                                                                  | Erbaut | Zerstört | Besonderheiten und Anmerkungen | Abbildung |
| ---------------------------------- | ------------------------------------------------------------------------- | ------ | -------- | --- | --------- |
| Wakenitzhorst Huntenhorst          | Östliches Ufer der Wakenitz auf der Höhe von Müggenbusch                  | 1759   | 1961     | Der ehemalige Fischerhorst wurde abgebrochen, nachdem der letzte Bewohner 1961 in eine Neubauwohnung umgezogen war und eine Nachnutzung an den Vorgaben des Gewässerschutzes scheiterte. |           |
| Wakenitzhorst Zweiter Fischerbuden | Östliches Ufer der Wakenitz bei der heutigen Bahnstrecke nach Bad Kleinen | 1672   | 1910     | Zu Beginn des 19. Jahrhunderts entstand hier eine Ausflugswirtschaft, die sich großer Beliebtheit erfreute; nach einem Brand im Jahre 1830 wurde der Zweite Fischerbuden jedoch nicht wieder aufgebaut und aufgegeben; 1870 wurde über das Gelände die Bahnlinie nach Bad Kleinen gelegt, 1910 erfolgte der Abbruch der letzten verbliebenen Gebäude, so dass heute keine Spuren dieser Horst mehr vorhanden sind. |           |

## Am Ährenfeld
| Adresse und/oder Standort | Bezeichnung                                                              | Erbaut | Zerstört            | Besonderheiten und Anmerkungen | Abbildung |
| ------------------------- | ------------------------------------------------------------------------ | ------ | ------------------- | ------------------------------ | --------- |
| Am Ährenfeld 2            | Johannes-Kepler-Realschule (ex Marli-Mittelschule) und Sternwarte Lübeck | 1957   | Abbruch Anfang 2017 |                                |           |

## Am Burgfeld
| Adresse und/oder Standort | Bezeichnung    | Erbaut | Zerstört | Besonderheiten und Anmerkungen | Abbildung |
| ------------------------- | -------------- | ------ | -------- | --- | --------- |
| Am Burgfeld 6/7           | Hindenburghaus |        | 1956     | Errichtet als Villa der Familie des Konsuls Carl Müller in der zweiten Hälfte des 19. Jahrhunderts durch Heinrich Thormann, 1924 vom Landeskriegerverband erworben und im Januar 1925 Hindenburghaus genannt, 1926 mit einem Saalgebäube im Art-Deco-Stil erweitert, 1936 Wehrbezirkskommando; nach 1939: Lazarett; 1945: Aufnahmelager für Ausländer, danach Varieté Atlantic, 1956 abgebrochen für den Bau des Gerichtshauses. |           |

## An den Schießständen
| Adresse und/oder Standort                   | Bezeichnung  | Erbaut | Zerstört                                       | Besonderheiten und Anmerkungen | Abbildung |
| ------------------------------------------- | ------------ | ------ | ---------------------------------------------- | --- | --------- |
| Im Waldgebiet Wesloer Tannen (ohne Adresse) | Schießstände | 1897   | 1945 aufgegeben und in der Folgezeit beseitigt | Von den 1945 aufgegebenen Schießständen sind heute nur noch langgezogene Bodenvertiefungen und Fragmente von Gebäudefundamenten im Wald auffindbar. |           |

## Ballastkuhle (vormalsBallastkuhl)
| Adresse und/oder Standort | Bezeichnung             | Erbaut | Zerstört | Besonderheiten und Anmerkungen | Abbildung |
| ------------------------- | ----------------------- | ------ | -------- | --- | --------- |
| Ballastkuhle 3            | Restaurant Ballastkuhle | 1799   | 1929     | Das am Traveufer gelegene Restaurant Ballastkuhle war ursprünglich ein 1799 errichtetes Krughaus. Seit 1923 stand es leer, bis es 1929 abgebrochen wurde. Der Name der Straße – von der heute nur noch ein etwa 60 Meter langer Stummel vorhanden ist, da der Rest einem Industriegelände zugeschlagen wurde – wurde 1857 von der ursprünglichen Schreibweise Ballastkuhle zu Ballastkuhl geändert; im Lübecker Adressbuch wurde entsprechend auch der Name des Lokals so geschrieben, das aber tatsächlich weiterhin Ballastkuhle hieß und auch so in den amtlichen Telefonbüchern verzeichnet war. Nachdem seit 1942 überhaupt keine Häuser mehr an der Straße Ballastkuhl standen, wurde der Name, als Ende der 1950er Jahre dort wieder ein Gebäude errichtet wurde, abermals geändert, nämlich zurück zu Ballastkuhle. |           |

## Buchenweg
| Adresse und/oder Standort | Bezeichnung | Erbaut                    | Zerstört | Besonderheiten und Anmerkungen | Abbildung |
| ------------------------- | ----------- | ------------------------- | -------- | --- | --------- |
| Buchenweg 29              | Bauernkate  | Ende des 18. Jahrhunderts | 2000     | Die unter Denkmalschutz stehende reetgedeckte Israelsdorfer Kate, die zuletzt eine Gastwirtschaft mit dem Namen Bauernkate beherbergte, brannte als Folge eines Kurzschlusses ab. |           |

## Burgfeld(siehe auch unten unterGustav-Radbruch-Platz)
| Adresse und/oder Standort                                 | Bezeichnung      | Erbaut    | Zerstört                           | Besonderheiten und Anmerkungen | Abbildung |
| --------------------------------------------------------- | ---------------- | --------- | ---------------------------------- | --- | --------- |
| Burgfeld (ohne Adresse)                                   | Sängerfesthalle  | Juli 1887 | August 1887                        | Errichtet für das X. Niedersächsische Sängerbundesfest, 30. Juli bis 2. August 1887 |           |
| Reserve-Lazarett III; ab 1920 Auf dem Burgfeld (Baracken) | Barackenlazarett | 1914      | 1952 (letzte verbliebene Baracken) | Die Kriegsintendantur des IX. Armee-Korps aus Altona ließ zu Beginn des Ersten Weltkriegs auf dem Lübeckischen Burgfelde das größte Krankenhaus des Korps, was das deutschlandweit größte in diesem Krieg werden sollte, errichten. Für den Krankentransport erhielt das Lazarett einen eigenen Straßenbahnanschluss auf dem Gelände. Für das Lazarett etablierte sich die Bezeichnung „Barackenlazarett“. |           |

## Gertrudenstraße
| Adresse und/oder Standort | Bezeichnung | Erbaut       | Zerstört       | Besonderheiten und Anmerkungen                               | Abbildung |
| ------------------------- | ----------- | ------------ | -------------- | ------------------------------------------------------------ | --------- |
| Gertrudenstraße 3         |             | 1820er Jahre | Winter 1904/05 | Das ehemalige Sommerhaus des Senators Georg Heinrich Nölting |           |
| Gertrudenstraße 5         |             | um 1820      | Winter 1904/05 | Das ehemalige Sommerhaus des Ratsherrn Röttger Ganslandt     |           |

## Gustav-Radbruch-Platz(siehe auch oben unterBurgfeld)
| Adresse und/oder Standort | Bezeichnung | Erbaut | Zerstört | Besonderheiten und Anmerkungen | Abbildung |
| ------------------------- | ----------- | ------ | -------- | --- | --------- |
| Gustav-Radbruch-Platz 1   |             | 1954   | 2021     | Der Verkehrspavillon auf der zentralen Fläche des Gustav-Radbruch-Platzes befand sich in Besitz des Stadtverkehrs Lübeck und beherbergte einen Aufenthaltsraum für Busfahrer sowie eine Kiosk- und Gastronomiefläche, die vermietet wurde. Am 5. August 2020 wurde die Einsturzgefahr des in die Jahre gekommenen Gebäudes festgestellt; dem seinerzeitigen Mieter wurde fristlos gekündigt und ein Betretungsverbot erlassen. Der Abriss erfolgte am 28. April 2021. |           |

## Hafenstraße
| Adresse und/oder Standort | Bezeichnung | Erbaut  | Zerstört | Besonderheiten und Anmerkungen | Abbildung |
| ------------------------- | ----------- | ------- | -------- | --- | --------- |
| Hafenstraße 52            |             | 1893/94 | 1997     | Zunächst war das Gebäude ein Seemannsheim. Zu einer Unterkunft für Asylbewerber wurde es 1985 vom Diakonischen Werk umgebaut. Durch den Lübecker Brandanschlag im Januar 1996 wurde es weltweit bekannt. Das Gebäude wurde im Dezember 1997 abgerissen. |           |

## Hasselbruchweg
| Adresse und/oder Standort | Bezeichnung                                               | Erbaut | Zerstört | Besonderheiten und Anmerkungen | Abbildung |
| ------------------------- | --------------------------------------------------------- | ------ | -------- | --- | --------- |
| Hasselbruchweg 2–4        | Gesellschaftshaus Israelsdorf bzw. Gesellschaftshaus Muuß |        | 1969     | 83 Jahre gehörte eines der großen Ausflugslokale am Walde der Familie Muuß. Wer in den 1960ern ein Auto hatte, und das waren in den 1960ern schon viele, fuhr an Israelsdorf vorbei Richtung Lübecker Bucht. So schloss es am 31. Dezember 1968. Das gesamte Inventar wurde im Februar 1969 im „Großen Tanzsaal“ zum Verkauf angeboten. Im gleichen Jahr wurde das Haus abgebrochen. |           |

## Heiligen-Geist-Kamp
| Adresse und/oder Standort | Bezeichnung  | Erbaut  | Zerstört | Besonderheiten und Anmerkungen | Abbildung |
| ------------------------- | ------------ | ------- | -------- | --- | --------- |
| Heiligen-Geist-Kamp 1     | Omnibushalle | 1938–43 | 1998     | Der Bau der von Baudirektor Hans Pieper entworfenen Omnibushalle der Stadtwerke Lübeck, die zum Bus- und Straßenbahndepot an der Roeckstraße gehörte, begann im April 1938. Zwar waren die Betonfundamente im Oktober 1939 fertiggestellt und es wurde mit der Errichtung der eisernen Hallenkonstruktion begonnen, aber nach dem Richtfest am 23. Dezember mussten die Bauarbeiten kriegsbedingt eingestellt werden. Sie wurden erst im September 1942 fortgeführt; die Halle wurde im Sommer 1943 fertiggestellt, jedoch wegen der Betriebseinschränkungen noch nicht ihrer Bestimmung übergeben. Nach Kriegsende war die Omnibushalle zunächst von der britischen Besatzungsmacht beschlagnahmt, wurde erst 1952 wieder freigegeben und von da an für die folgenden Jahrzehnte zur Unterbringung des Busfuhrparks verwendet. Nach dem Umzug des Verkehrsbetriebs in ein neues Depot wurde die Halle 1998 abgebrochen, um Platz für eine Neubebauung des Geländes zu schaffen. |           |

## Jerusalemsberg
| Adresse und/oder Standort | Bezeichnung | Erbaut  | Zerstört | Besonderheiten und Anmerkungen | Abbildung |
| ------------------------- | ----------- | ------- | -------- | --- | --------- |
| Jerusalemsberg 1–3        | Pockenhof   | um 1820 | 1965     | Die Ausflugswirtschaft hatte ihren Namen nicht etwa von einem Siechenhaus, sondern von einem alten Hof mit dem niederdeutschen Namen Poggenhof, wobei Poggen so viel wie Kröten bedeutet. 1965 wurde der Pockenhof abgebrochen, um Platz für den Bau der 1970 fertiggestellten berufsbildenden Dorothea-Schlözer-Schule zu schaffen. |           |

## Kaninchenbergweg
| Adresse und/oder Standort | Bezeichnung         | Erbaut                         | Zerstört        | Besonderheiten und Anmerkungen | Abbildung |
| ------------------------- | ------------------- | ------------------------------ | --------------- | --- | --------- |
| Kaninchenberg             | Kaninchenberg-Mühle | 1. Hälfte des 18. Jahrhunderts | Vermutlich 1857 | Die Galerieholländer-Windmühle wurde ursprünglich als Ölmühle errichtet, fand aber während ihres Bestehens auch Verwendung als Getreidemühle, Schrotmühle und zur Produktion von Eisenwaren, Arzneien, Farben, Lohe und Stärke. Am 15. Oktober 1857 stellte ein Interessent beim Senat den Antrag, die Mühle zur Gewinnung von Baumaterialien auf Abbruch zu erwerben. Vermutlich wurde dem Antrag entsprochen, da es aus der Folgezeit keine Erwähnungen der Kaninchenberg-Mühle mehr gibt. |           |

## Schulstraße
| Adresse und/oder Standort | Bezeichnung                     | Erbaut | Zerstört | Besonderheiten und Anmerkungen | Abbildung |
| ------------------------- | ------------------------------- | ------ | -------- | ------------------------------ | --------- |
| Schulstraße 4             | Taubstummen- und Blindenanstalt | 1838   | 1874     |                                |           |

## Travemünder Allee(bis 1936Israelsdorfer Allee)
| Adresse und/oder Standort                                                     | Bezeichnung | Erbaut      | Zerstört | Besonderheiten und Anmerkungen | Abbildung |
| ----------------------------------------------------------------------------- | ----------- | ----------- | -------- | --- | --------- |
| Stadtauswärts rechts der Travemünder Allee bei der Einmündung der Adolfstraße | Galgen      | Mittelalter | 1750     | Der mittelalterliche Galgen, ein massives Backsteinbauwerk mit fünf Türmen, wurde 1750 abgebrochen und durch einen einfacher ausgeführten Neubau ersetzt. 1794 wurde die Richtstätte an die heutige Rabenstraße verlegt. |           |

## Travemünder Landstraße(bis 1914Travemünder Chaussee)
| Adresse und/oder Standort                                              | Bezeichnung             | Erbaut                        | Zerstört  | Besonderheiten und Anmerkungen | Abbildung |
| ---------------------------------------------------------------------- | ----------------------- | ----------------------------- | --------- | --- | --------- |
| Travemünder Landstraße (ohne Hausnummer; auf der heutigen Herreninsel) | Herrenfähre             | Wohl 16. oder 17. Jahrhundert | 1905      | Das Fährhaus der Herrenfähre diente seit der Eröffnung der Herrenbrücke im Jahre 1902 ausschließlich als Ausflugsgaststätte. Am 5. August 1905 brannte das Gebäude als Folge eines Blitzeinschlags ab. |           |
| Travemünder Landstraße 81                                              | Restaurant Herrenbrücke |                               | 1960      | Die Ausflugsgaststätte an der Zufahrt zur 1901/02 erbauten alten Herrenbrücke über die Trave musste der Auffahrrampe für die 1960–64 errichtete neue Herrenbrücke weichen. |           |
| Herrenbrücke                                                           |                         | 1901/02                       | 1964      | Die am 2. April 1902 eröffnete Drehbrücke über die Trave ersetzte die 1190 erstmals erwähnte Herrenfähre. Am 24. April 1909 wurde sie durch den finnischen Dampfer Baltic schwer beschädigt; während der mehrere Monate dauernden Reparaturen wurde der alte Fährprahm wieder in Dienst gestellt. Nach Fertigstellung der 1960–64 errichteten neuen Herrenbrücke wurde die Drehbrücke demontiert. |           |
| Herrenbrücke                                                           |                         | 1960–64                       | 2005/2006 | Der Nachfolgebau der ersten Herrenbrücke war über Jahre die größte Klappbrücke Europas, litt aber chronisch unter mangelnder technischer Zuverlässigkeit, Konstruktionsschwächen, ungünstiger Dimensionierung der Durchfahrtshöhe in geschlossenem Zustand und starken Alterungserscheinungen. Sie wurde durch einen gebührenpflichtigen Tunnel ersetzt.                                          |           |

## Waldstraße
| Adresse und/oder Standort | Bezeichnung              | Erbaut   | Zerstört | Besonderheiten und Anmerkungen | Abbildung |
| ------------------------- | ------------------------ | -------- | -------- | --- | --------- |
| Waldstraße 2–4            | Israelsdorfer Forsthalle | 1896     | 1971     | Das Ausflugslokal mit großem Veranstaltungssaal war von der Stadt Lübeck in Eigenregie errichtet worden; wichtig war dabei die Absicht, für Schulausflüge und ähnliche Anlässe über einen Veranstaltungsort zu verfügen, der sich völlig unter Kontrolle der städtischen Behörden befand. 1971 wurde die Forsthalle, die immer städtisches Eigentum blieb, zugunsten einer Erweiterung des Tierparks abgebrochen. |           |
| Waldstraße 41–43          | Twiehaus                 | vor 1742 | 2013     | Das Gebäude, 1742 erstmals urkundlich erwähnt und seit 1743 mit Schankgerechtigkeit versehen, war das älteste und letzte bestehende von fünf großen Ausflugslokalen in Israelsdorf; bereits 1782 richtete der damalige Eigner Arnold Hornemann hier ein Kaffeehaus ein. Seit 1921 befand es sich, nachdem es vorher unter wechselnden Namen 10 verschiedene Betreiber gehabt hatte, in Besitz der Familie Twiehaus. Da der gastronomische Betrieb nicht mehr rentabel zu führen war, schloss das Twiehaus im April 2013, und am 11. Juni begann der Abriss. |           |
| Waldstraße 52             | Unter den Linden         |          | 1907     | Das Israelsdorfer Ausflugslokal brannte am 10. Oktober 1907 nieder. |           |
| Waldstraße 52             | Lindenhof                | 1911     | 1961     | Das Gesellschaftshaus Lindenhof war der Nachfolgebau des 1907 abgebrannten Restaurants Unter den Linden. Es wurde 1961 abgebrochen, damit an seiner Stelle ein Alten- und Pflegeheim gleichen Namens errichtet werden konnte. |           |